# Громада (игра)
Громада: Отмщение — компьютерная игра в жанре аркадного шутера с видом сверху, разработанная российской компанией Gromada. Игра была издана 27 июля 1999 года компанией Buka Entertainment в России и затем на Западе в июне 2000 года компанией Bethesda Softworks. Действие игры происходит в далёком будущем на планете Громада, используемой как полигон для испытания боевой техники. Игрок управляет боевой машиной «Кассандра», созданной главным героем — Профессором, и сражается против различных противников на более чем 30 уровнях-полигонах. Игровой процесс включает в себя уничтожение врагов, сбор бонусов и модернизацию техники.
Игра получила в целом положительные отзывы критиков. Рецензенты высоко оценили графическое оформление, динамичный игровой процесс и уровень сложности. Особенно выделялось качество спрайтовой графики и визуальных эффектов. Однако некоторые аспекты, такие как сюжет и звуковое оформление, получили смешанные оценки. Игра была отмечена за высокую сложность, особенно на поздних уровнях.

## Сюжет
Действие игры «Громада» разворачивается в далёком будущем на одноимённой планете, которая используется как полигон для испытания боевой техники. Главным героем является учёный, известный как Профессор, который разрабатывает совершённое оружие — боевую машину под названием «Кассандра». Профессор работает над своим проектом в сверхсекретном научно-исследовательском центре, где его ассистенткой становится девушка по имени Анна. За полгода Анна делает стремительную карьеру, поднявшись от простой лаборантки до первой помощницы Профессора.
Во время демонстрации «Кассандры» правительственной комиссии Анна неожиданно предаёт Профессора, загоняя боевую машину под огонь орудий и активируя режим самоуничтожения. В ходе конфронтации выясняется, что Анна на самом деле является андроидом. Несмотря на повреждения, Профессору удаётся частично восстановить «Кассандру». Он решает использовать своё творение, чтобы навести порядок на планете Громада и противостоять неизвестным силам, стоящим за предательством Анны. Профессор, управляющий «Кассандрой», должен пройти через серию испытаний на различных полигонах планеты. Конечной целью является достижение центра управления «Ареной» — системой, контролирующей полигоны Громады.

## Игровой процесс
«Громада: Отмщение» — аркадный шутер с видом сверху в изометрической проекции. Игрок управляет боевой машиной под названием «Кассандра», которая может передвигаться по поверхности планеты Громада и вести бой с многочисленными противниками. Игровой процесс сосредоточен на уничтожении вражеских боевых единиц и прохождении уровней-полигонов, каждый из которых имеет свои особенности. Управление в игре осуществляется с помощью клавиатуры для передвижения и мыши для прицеливания и стрельбы. «Кассандра» оснащена различными видами вооружения, которые можно менять и улучшать по ходу игры. В распоряжении игрока имеется до четырёх видов оружия одновременно, включая пулемёты, ракетные установки и лазерные пушки. Также можно менять тип шасси машины, выбирая между гусеничным, колёсным или на воздушной подушке, что влияет на скорость и проходимость.
Игра состоит из более чем 30 уровней-полигонов. Задачи на уровнях включают уничтожение всех противников и поиск телепортера для перехода на следующий уровень. Окружение на уровнях частично разрушаемо. Элементом игрового процесса является сбор бонусов, выпадающих из уничтоженных врагов и объектов. Бонусы могут восстанавливать здоровье «Кассандры», пополнять боезапас или давать новое оружие. Между уровнями игрок может посещать сервис-центр для ремонта и модернизации боевой машины.

## Критика
| Сводный рейтинг       | Сводный рейтинг |
| Агрегатор             | Оценка          |
| --------------------- | --------------- |
| GameRankings          | 62,18 %         |
| Иноязычные издания    |                 |
| Издание               | Оценка          |
| IGN                   | 6,3 из 10       |
| Русскоязычные издания |                 |
| Издание               | Оценка          |
| Absolute Games        | 80 %            |
| «Домашний ПК»         | 4 из 5          |
| «Игромания»           | 7,0 из 10       |
| «НИМ»                 | 8,9 из 10       |

После выхода игра «Громада: Отмщение» получила в целом положительные отзывы. Критики высоко оценили графику, игровой процесс и уровень сложности, хотя и отметили некоторые недостатки.
Графическое оформление игры получило наибольшее количество похвал. Рецензенты отмечали высокое качество спрайтовой графики, яркие цвета и динамичные визуальные эффекты. Кирилл Алехин из MegaGame написал что графика «чудо как хороша», отметив насыщенные цвета и «живой» игровой мир, а Zombiek из Absolute Games заявил, что «выжать большее из спрайтовой технологии просто невозможно». Фраг Сибирский из Game.EXE заметил что по графике игра ближе всего к «крутым RTS». Скотт Штайнбенг из IGN позитивно оценил визуальную составляющую, отмечая, что игра выглядит так же хорошо, как на скриншотах на коробке. Он выделил детализированные фоны с инопланетной растительностью и «впечатляющие» взрывы с летящими во все стороны обломками.
Игровой процесс был охарактеризован как увлекательный и динамичный, хотя и не особенно инновационный. Дмитрий Хомак из «Навигатора игрового мира» охарактеризовал «Громаду» как динамичную аркаду с насыщенным игровым процессом. Хомак отметил разнообразие вооружения и возможность улучшать свой танк между миссиями. Некоторые рецензенты сравнивали «Громаду» с классическими консольными играми, отмечая её привлекательность. Обозреватель IGN раскритиковал «плохой» алгоритм поиска пути для танка, что для него создавало проблемы в игровом процессе.
Уровень сложности игры вызвал разнообразные мнения. Многие критики отмечали высокую сложность, особенно на поздних уровнях. Сергей Галушка из «Домашнего ПК» охарактеризовал игру как «очень сложную», особенно на последних уровнях. Хомак подчеркнул высокую сложность игры, особенно на «нормальном» уровне, отметив что он является некоторым смешением «Ultra-Violence» и «Nightmare» из Doom. С другой стороны, Алехин назвал игру «ненапрягающей» и «простой», отметив, что она проходится за два дня. Боб Мандел из The Adrenaline Vault заметил, что простой подход «беги и стреляй» здесь неэффективен, и игра требует тактического мышления. Рецензент IGN отметил «чрезмерную» сложность игры, особенно учитывая невозможность сохраняться в середине уровня и мгновенную гибель от некоторых видов оружия.
Звуковое оформление получило смешанные отзывы. Некоторые рецензенты хвалили музыкальное сопровождение, в то время как другие находили его утомительным или посредственным. IGN описал звуковые эффекты как «неуклюжие и приглушенные», а отсутствие качественного саундтрека было отмечено как недостаток. Сюжет игры был назван большинством критиков слабым или несущественным, при этом Алехин прямо заявил, что «сюжета тут просто нет».